# Alexander Beck
Alexander Beck (ur. 7 lutego 1992) – australijski lekkoatleta specjalizujący się w biegach sprinterskich.
W 2009 dotarł do półfinału biegu na 400 metrów oraz zajął 7. miejsce w sztafecie szwedzkiej podczas mistrzostw świata juniorów młodszych w Bressanone. W 2013 wszedł w skład australijskiej sztafety 4 × 400 metrów, która zajęła 8. miejsce na mistrzostwach świata w Moskwie.
Złoty medalista mistrzostw Australii.
Rekord życiowy w biegu na 400 metrów: 45,54 (1 sierpnia 2021, Tokio). 

## Osiągnięcia
| Rok  | Impreza                               | Miejsce    | Konkurencja                  | Lokata      | Wynik   |
| ---- | ------------------------------------- | ---------- | ---------------------------- | ----------- | ------- |
| 2009 | Mistrzostwa świata juniorów młodszych | Bressanone | bieg na 400 m                | półfinał    | 48,17   |
| 2009 | Mistrzostwa świata juniorów młodszych | Bressanone | sztafeta szwedzka            | 7. miejsce  | 1:55,45 |
| 2013 | Mistrzostwa świata                    | Moskwa     | sztafeta 4 × 400 m           | 8. miejsce  | 3:02,26 |
| 2014 | IAAF World Relays                     | Nassau     | sztafeta 4 × 400 m           | 13. miejsce | 3:04,61 |
| 2014 | Igrzyska Wspólnoty Narodów            | Glasgow    | sztafeta 4 × 400 m           | 6. miejsce  | 3:04,19 |
| 2015 | IAAF World Relays                     | Nassau     | sztafeta 4 × 400 m           | 12. miejsce | 3:06,37 |
| 2015 | IAAF World Relays                     | Nassau     | sztafeta 1200+400+800+1600 m | 3. miejsce  | 9:21,62 |
| 2015 | Uniwersjada                           | Gwangju    | bieg na 400 m                | 6. miejsce  | 45,91   |
| 2015 | Uniwersjada                           | Gwangju    | sztafeta 4 × 400 m           | 6. miejsce  | 3:12,64 |
| 2019 | IAAF World Relays                     | Jokohama   | sztafeta 4 × 400 m           | 7. miejsce  | 3:05,59 |
| 2019 | Mistrzostwa świata                    | Doha       | sztafeta 4 × 400 m           | eliminacje  | 3:05,49 |
| 2021 | Igrzyska olimpijskie                  | Tokio      | bieg na 400 m                | eliminacje  | 45,54   |
| 2022 | Mistrzostwa Oceanii                   | Mackay     | bieg na 400 m                | 1. miejsce  | 46,71   |
| 2022 | Mistrzostwa świata                    | Eugene     | bieg na 400 m                | półfinał    | 46,21   |